# Kunszentmárton
Kunszentmárton là một thành phố thuộc hạt Jász-Nagykun-Szolnok, Hungary. Thành phố này có diện tích 143,65 km², dân số năm 2010 là 8668 người, mật độ 60 người/km².